# Badmintonmeisterschaft von Hongkong 1938
Die Badmintonmeisterschaft von Hongkong des Jahres 1938 war die zweite Austragung der nationalen Titelkämpfe von Hongkong im Badminton, damals noch Meisterschaften der britischen Kronkolonie. Dameneinzel und Damendoppel wurden nicht ausgespielt. Im Finale des Herreneinzels besiegte im Taikoo Club P. K. Hui den Vorjahresmeister P. H. Wong mit 15-7, 4-15 und 15-4.

## Meister
| Disziplin    | Sieger               |
| ------------ | -------------------- |
| Herreneinzel | P. K. Hui            |
| Dameneinzel  | nicht ausgetragen    |
| Herrendoppel | P. K. Hui K. L. Yong |
| Damendoppel  | nicht ausgetragen    |
| Mixed        | P. K. Hui Ulian Khoo |